# Kanton Cascales
Der Kanton Cascales befindet sich in der Provinz Sucumbíos im Nordosten von Ecuador. Er besitzt eine Fläche von 1250 km². Im Jahr 2022 lag die Einwohnerzahl bei rund 11.700. Verwaltungssitz des Kantons ist die Ortschaft El Dorado de Cascales (alternative Schreibweise: El Dorado de Cáscales) mit 2090 Einwohnern (Stand 2010). Der Kanton Cascales wurde am 2. August 1990 gegründet.

## Lage
Der Kanton Cascales liegt westzentral in der Provinz Sucumbíos. Das Gebiet liegt im Amazonastiefland. Es wird im Norden vom Río San Miguel begrenzt. Durch den Kanton fließt der Río Aguarico in östlicher Richtung. Die Fernstraßen E10 (Tulcán–Nueva Loja) und E45 (Baeza–Nueva Loja), die im Kanton einen gemeinsamen Streckenabschnitt haben, durchqueren den Kanton in West-Ost-Richtung.
Der Kanton Cascales grenzt im Norden an Kolumbien, im Osten an den Kanton Lago Agrio, im Süden an die Kantone La Joya de los Sachas und Francisco de Orellana der Provinz Orellana, im Westen an den Kanton Gonzalo Pizarro sowie im äußersten Nordwesten an den Kanton Sucumbíos.

## Verwaltungsgliederung
Der Kanton Cascales ist in die Parroquia urbana („städtisches Kirchspiel“)
- El Dorado de Cascales

und in die Parroquias rurales („ländliches Kirchspiel“)
- Santa Rosa de Sucumbíos
- Sevilla

gegliedert.

## Geschichte
Entwicklung der Einwohnerzahl im Kanton Cascales bei landesweiten Volkszählungen zum jeweiligen Gebietsstand:
| Jahr                    | Einwohner | +/-    |
| ----------------------- | --------- | ------ |
| 1990                    | 5.014     | –      |
| 2001                    | 7.409     | 47,8 % |
| 2010                    | 11.104    | 49,9 % |
| 2022                    | 11.744    | 5,8 %  |
| Datenherkunft: Wikidata |           |        |

## Ökologie
Im Norden des Kantons befindet sich das Schutzgebiet Reserva Ecológica Cofán Bermejo.